# 納丘 (絕命律師)
〈納丘〉（英語：Nacho）是美國犯罪劇情電視劇《絕命律師》第一季的第三集，該集由托馬斯·施瑙茲編劇，並由泰瑞·麥克多諾執導。在美國，該集於2015年2月16日在AMC播出，至於美國以外的多個國家則在串流媒體服務Netflix上首播。

## 劇情

### 開場
在1992年的閃回片段中，查克·麥吉爾（邁克爾·麥基恩 飾）來到庫克縣監獄見疑似犯下性罪行而被監禁的吉米·麥吉爾（鮑勃·奧登科克 飾）。吉米懇求查克幫助他駁回指控，查克同意作為他的法律代表，條件是要他停止再用詐騙來賺錢並找一份合法的工作。

### 主線劇情
回到現在，吉米對納丘·瓦加（迈克尔·曼多 飾）計劃偷凱特曼夫婦的公款感到焦慮，他打電話給凱特曼夫婦的法律代表，在HHM律師行工作的朋友金·魏斯勒（蕾亚·塞洪 飾），間接警告她會有潛在的危險，但隨後又中斷電話堅稱自己“不是英雄”。當天晚上，吉米匿名打電話給凱特曼夫婦並警告他們，凱特曼夫婦望向門外看到有人在一輛停著的麵包車裡監視他們。
第二天早上金打電話給吉米，告訴他凱特曼夫婦發生了一些事情，他衝到凱特曼家並發現警察包圍著房子，隨後得知他們一家都失踪了。吉米認為是納丘綁架了他們，他試圖打電話聯繫納丘但沒有成功。吉米後來在街上被警察帶走，他們告訴吉米警方已經逮捕納丘，而納丘已經要求吉米作為他的律師。
在警察局，納丘向吉米承認是他監視凱特曼一家，但否認綁架了他們，更警告吉米如果不能幫自己撤銷指控就會派人殺了他。吉米非常害怕但卻未能說服警方釋放納丘，只能說服金帶他到凱特曼家一起進行調查。吉米隨後在房子裡注意到一些不一致的地方，例如孩子的洋娃娃亦一同消失不見等，推測是凱特曼夫婦策劃他們一家的綁架。吉米告訴金自己曾警告過凱特曼夫婦關於納丘的事情，這可能讓他們躲了起來。
在法院外的停車場，吉米情緒不穩出手攻擊麥克·艾曼翠岳（喬納森·班克斯 飾），但麥克很快就制服了他。警察請求麥克提出襲擊指控，以便他們可以利用吉米作出不利於納丘的證明，但麥克拒絕了請求。麥克告訴吉米他關於凱特曼一家失踪的理論是正確的，隨後講述自己擔任費城警察時調查的一單類似案件，告訴他凱特曼夫婦可能躲在離家很近的某個地方。有麥克提供的新線索，吉米花了一段時間在凱特曼家附近的沙漠探索並成功找到他們一家的露營地，他直面凱特曼夫婦並與他們發生爭執，三人無意中將袋子弄斷，裡面裝著的公款散落一地。

## 製作
該集由劇集的聯合執行製片人托馬斯·施瑙茲編劇，他也是前作《絕命毒師》的編劇和製片人。該集由泰瑞·麥克多諾執導，他曾執導過《絕命毒師》的多集，包括首次介紹薩爾·古德曼一集。

## 迴響

### 收視率
該集在播出後的美國總收視人數為323萬觀眾，並在美國18-49歲的成年人統計人口中獲得1.6的收視率。

### 評價
該集獲得絕大多數的正面評價。根据評論匯總网站爛番茄汇总的20篇评论文章，100%的评论家给予该作正面评价，使之獲得「認證新鮮」標識，平均打分为8.40分（满分10分）」
《福布斯》的埃里克·凱恩（Erik Kain）說：“總體而言，這是該劇的又一強勢作品。新墨西哥州的精彩鏡頭、大量的幽默和一點點神秘感，所有這些元素都讓該集從頭到尾變得精彩。”《每日电讯报》的邁克爾·霍根（Michael Hogan）給該集四顆星的評價（滿分五顆星），並總結說：“《絕命律師》一舉成功並已經成為最好的電視劇之一——即使該劇不是傳統意義的在電視上播放。該劇是《絕命毒師》一部有價值的前傳，也許閃電真的可以擊中同一個地方兩次。”
《IGN》的羅斯·科內特（Roth Cornet）給該集8.5/10分的評價，並說：“隨著吉米·麥吉爾做正確事情的意願受到考驗，《絕命律師》亦繼續保持水準。”《衛報》的理查德·維恩（Richard Vine）也給予正面評論，並對該集開始審視吉米與查克和金的關係感到高興：“你真的感覺到金喜歡吉米，儘管這違背她自己的判斷”。

## 外部連結
- 互联网电影数据库上納丘的资料（英文）

- 《納丘》（页面存档备份，存于）在AMC
- 爛番茄上《納丘》的資料（英文）